# Kirkkojärvi (sjö i Finland, Kymmenedalen, lat 60,57, long 27,22)
Kirkkojärvi eller Bamböle träsk är en sjö i Finland. Den ligger i kommunen Fredrikshamn i landskapet Kymmenedalen, i den södra delen av landet, 130 km öster om huvudstaden Helsingfors. Kirkkojärvi ligger 0,7 meter över havet. Arean är 1,07 kvadratkilometer och strandlinjen är 9,39 kilometer lång. Sjön  ingår i Vehkajokis huvudavrinningsområde.   I omgivningarna runt Kirkkojärvi växer i huvudsak blandskog.
Följande samhällen ligger vid Kirkkojärvi:
- Fredrikshamn (21 712 invånare)